# サード (クルアーン)
『サード』とは、クルアーンにおける第38番目の章（スーラ）。88の節（アーヤ）から成る。
章の冒頭に神秘文字（Muqatta'at、本章ではص）が置かれているもの（計29スーラ）のうちの一つ。
24節はサジダ節。